# Chr. Harbers

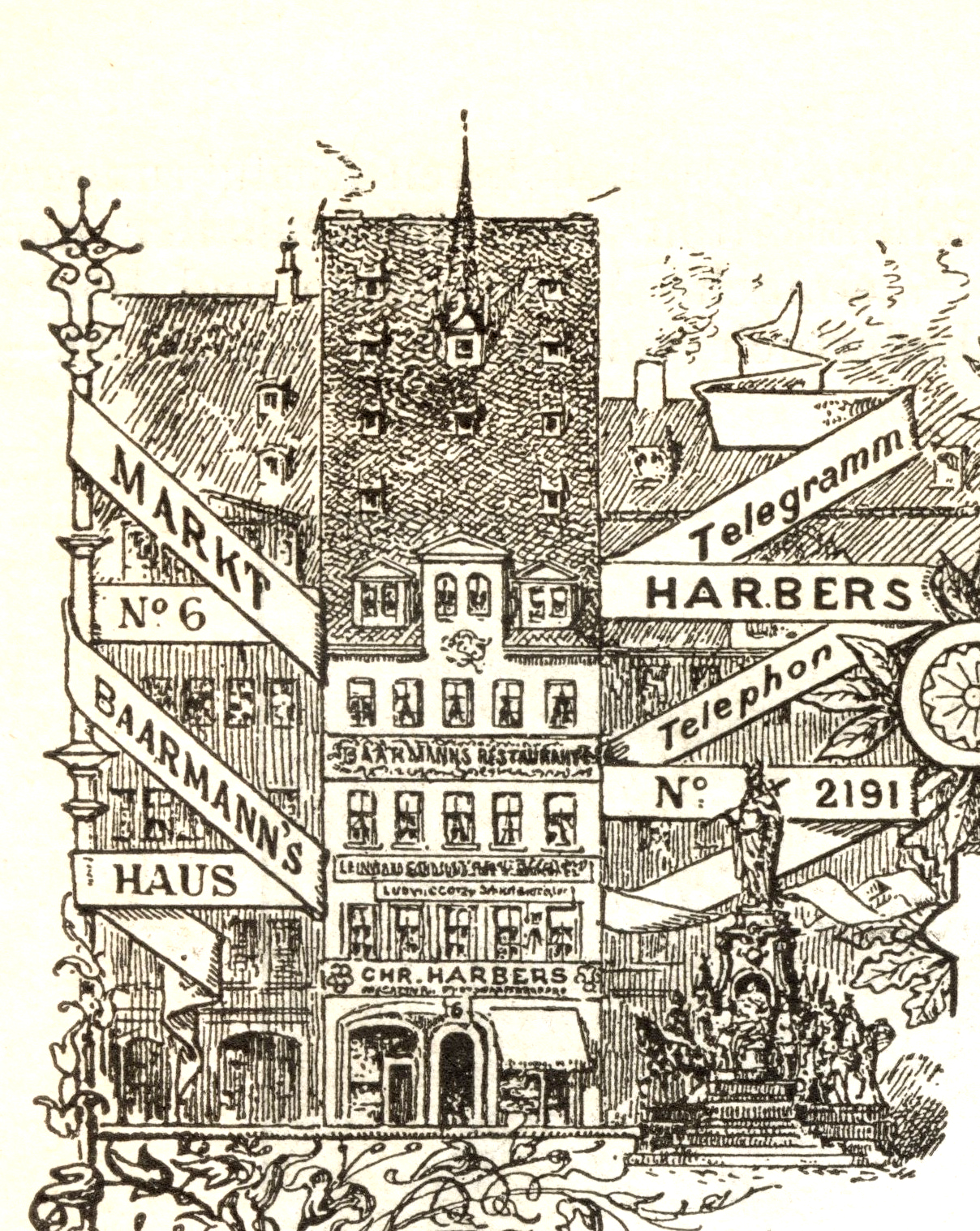
Das Geschäft Chr. Harbers im Haus Baarmanns Hof auf dem Marktplatz in Leipzig

Die Firma Chr. Harbers war ein am 17. April 1882 in Leipzig gegründeter Kamerahersteller sowie Sortimentsanbieter rund um die Fotografie.

## Geschichte
Die Firma wurde am 17. April 1882 von Christian Harbers in Leipzig gegründet und noch im selben Jahr während einer Ausstellung in Eisenach prämiert.
In der zweiten Hälfte der 1880er Jahre unterhielt Harbers, der eine eigene Kunsttischlerei zum Bau von Fotoapparaten und das Equipment rund um das Fotografenhandwerk vertrieb, ein umfangreiches „Magazin für Photographen-Bedarf“. In Fachzeitschriften bewarb er zudem seine Fabrikation von „englischen Cartons“ mit poliertem schrägen Goldrand in allen Größen.
Nachdem das Unternehmen um 1888 die Nummer 57 ihrer Preis-Liste / von Chr. Harbers verausgabt hatte, war das Chr. Harbers, Specialhaus für Photographie ab 1896 auch Herausgeber der Zeitschrift Preislisten-Cyclus über den Gesammtbedarf für Fach- und Amateur-Photographie, unter hervorragender Berücksichtigung der Autotypie und anderer photomechanischer Verfahren.

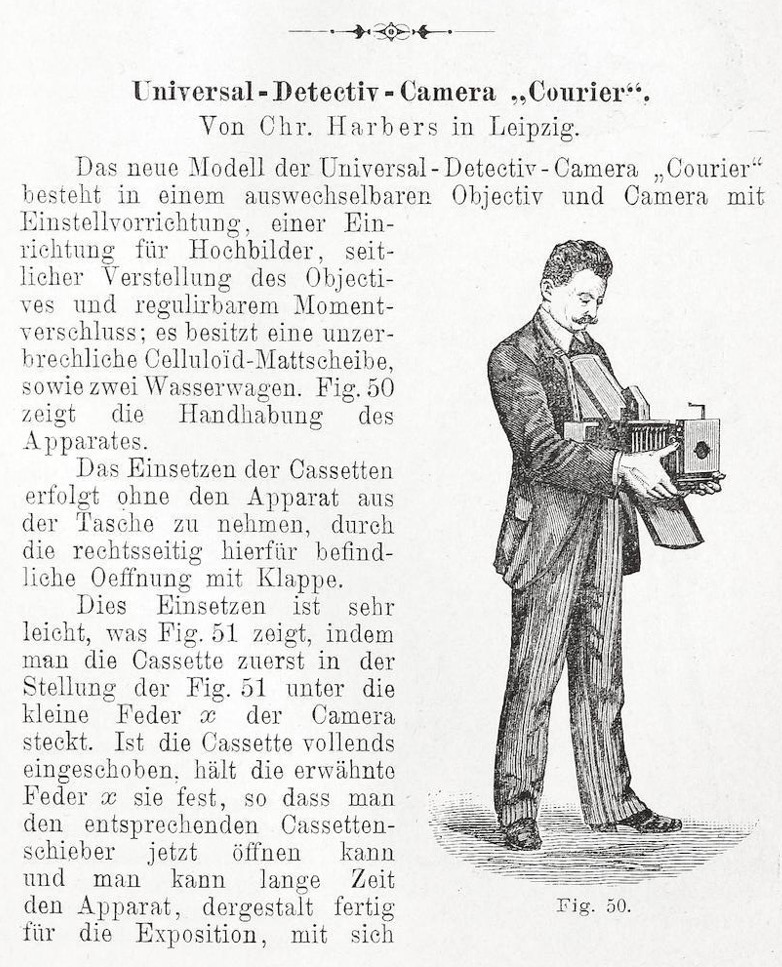
Artikel von Chr. Harbers zur „Universal-Detectiv-Camera „Courier“ 1894

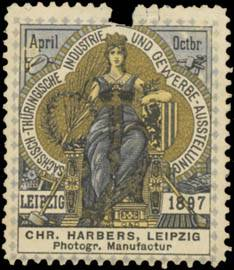
Reklamemarke zur Teilnahme an der Sächsisch-Thüringische Industrie- und Gewerbeausstellung Leipzig 1897

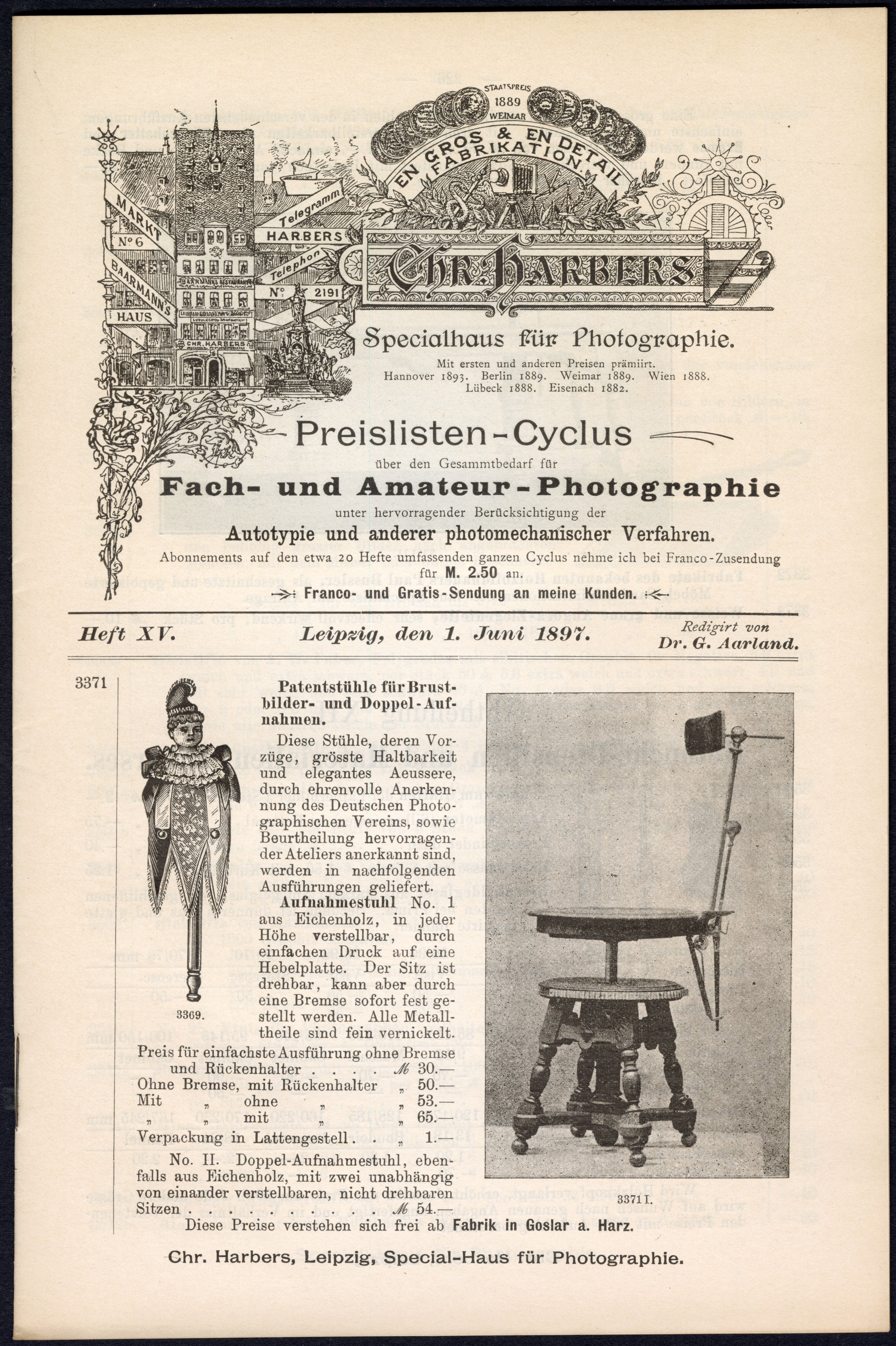
Titelblatt der Zeitschrift Preislisten-Cyclus ... vom 1. Juni 1897

Am 15. Februar 1898 versandte Christian Friedrich Johann Harbers ein Geschäftsrundschreiben mit der Mitteilung, dass Victor Mendelssohn als Kommanditist in die Firma aufgenommen wurde.

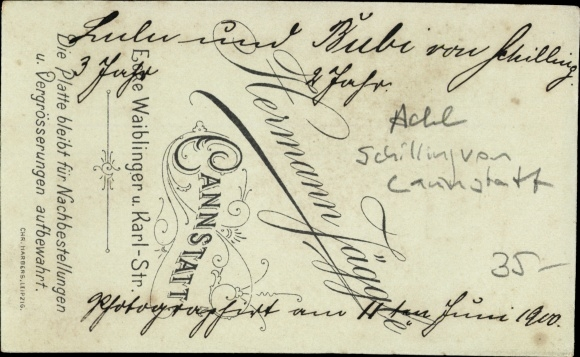
Revers eines lithografisch vorgedruckten Visitenkarten-Kartonträgers für den Fotografen Hermann Jäggle;
um 1900

Anfang des 20. Jahrhunderts war Chr. Harbers alleiniger Lieferant der Rival-Bromsilber- und Gaslicht-Postkarten, die er mit dem Probedruck einer Ansichtskarte bewarb.
Christian Harbers leitete die Firma bis zu seinem Tod im Jahr 1910. Anschließend übernahm sein Sohn Theodor Harbers das Unternehmen, unter dem Zweigniederlassungen in Hamburg und Köln-Mülheim eröffnet wurden.
Um 1906 wurde in der Zeitschrift Photographie für Alle der „Klimax-Kopierer des Klimax-Photo-Vertriebs Theodor Harbers“ vorgestellt: in einem Holzkasten mit Handbatterie und Glühlampe, mit dem Fotonegative durch eine ermittelte „Photometernummer“ systematisch in beliebiger Auflage auf Papier vervielfältigt werden konnten.
Zum Produkt-Portfolio der Firma zählten unter anderem auch Fotokameras für Glasplatten-Negative, darunter die „Universal-Detectiv-Camera Courier‘“. Auch Messing-umfasste Anastigmaten oder ausziehbare Dreibeinstative trugen die Firmenkennung Chr. Harbers.
Zur Zeit des Nationalsozialismus wurde die Firma Chr. Harbers im Handelsregister beim Amtsgericht Leipzig mit der Nummer HRA 938 neu eingetragen.
Am 6. März 1961 wurde das Unternehmen aus dem Handelsregister gelöscht.

## Schriften (Auswahl)
- Chr. Harbers: Der Dilettanten-Photograph. Kurze Anleitung zur Herstellung photographischer Aufnahmen und Photographien. Leipzig: Garte 1886
- Chr. Harbers: Preislisten-Cyclus über den Gesammtbedarf für Fach- u. Amateur-Photographie ... Heft 1 ff., Leipzig: Harbers, 1896–1901
- Chr. Harbers: Magazin für Photographen-Bedarf. Ausführlich Preisliste für Fach- und Amateur-Photographie und graphische Künste. Mit 350 Abbildungen. Leipzig: Harbers (ca. 1890)
- Alexander Stüler: Photographieren, jeder kann’s! Eine kurze Anleitung mit vielen Bildern. Leipzig C 1, Neumarkt 2: Chr. Harbers, [um 1940][10]